# Финал Мирового тура ATP 2013 — одиночный турнир
Новак Джокович — защитил свой прошлогодний титул.

## Посев
| 1. Рафаэль Надаль (Финал) 2. Новак Джокович (Титул) 3. Давид Феррер (Группа) 4. Хуан Мартин дель Потро (Группа) | 1. Томаш Бердых (Группа) 2. Роджер Федерер (Полуфинал) 3. Станислас Вавринка (Полуфинал) 4. Ришар Гаске (Группа) |

## Ход турнира

### Используемые сокращения
- Q (англ. qualifier, дословно — квалифицировавшийся) — победитель квалификационного турнира.
- WC (англ. wild card, уайлд-кард) — специальное приглашение от организаторов.
- LD (англ. last direct acceptance, последний прямой допуск) — игрок, находящийся последним в списке участников, попадающих напрямую в основную сетку.
- LL (англ. lucky loser, лаки-лузер) — игрок с наивысшим рейтингом из проигравших в финальном раунде квалификации, приглашённый в качестве замены поздно снявшегося игрока основной сетки.
- Rt (англ. retired, дословно — снявшийся) — отказ игрока от продолжения игры по ходу матча.
- W/O (англ. walkover, дословно — проход) — выигрыш на невыходе соперника на игру.
- SE (англ. special exempt) — специальный допуск. Используется для игроков, которые удачно сыграли на неделе, предшествовавшей турниру, и потому не могли участвовать в квалификации.
- SR (англ. special rating) — специальный рейтинг. Даётся игроку, получившему травму и выбывшему из тура не менее чем на 6 месяцев и до двух лет. В этом случае его рейтинг на время лечения травмы «замораживается» и затем после возвращения, он имеет право заявляться на несколько турниров (определяется регламентом тура), чтобы попадать на турниры своего уровня.
- PR (англ. protected ranking, дословно — защищённый рейтинг). Используется для допуска в турнир игроков, пропустивших долгое время из-за травмы и опустившихся в рейтинге.
- ALT (англ. alternate) — альтернативный игрок в сетке (замена кого-то из поздно снявшихся с турнира).
- S (англ. suspended, дословно — отложен) — матч приостановлен из-за дождя или темноты.
- D (англ. defaulted) — один из спортсменов снят с турнира за неспортивное поведение.

### Финальные раунды
|  | Полуфиналы | Полуфиналы         | Полуфиналы         | Полуфиналы         | Полуфиналы         | Полуфиналы         | Полуфиналы         | Полуфиналы         | Полуфиналы | Полуфиналы |   |                | Финал          | Финал          | Финал          | Финал          | Финал          | Финал          | Финал          | Финал          | Финал | Финал |
|  |            |                    |                    |                    |                    |                    |                    |                    |            |            |   |                |                |                |                |                |                |                |                |                |       |       |
|  | 1          | Рафаэль Надаль     | Рафаэль Надаль     | Рафаэль Надаль     | Рафаэль Надаль     | Рафаэль Надаль     | Рафаэль Надаль     | Рафаэль Надаль     | 7          | 6          |   |                |                |                |                |                |                |                |                |                |       |       |
|  | 1          | Рафаэль Надаль     | Рафаэль Надаль     | Рафаэль Надаль     | Рафаэль Надаль     | Рафаэль Надаль     | Рафаэль Надаль     | Рафаэль Надаль     | 7          | 6          |   |                |                |                |                |                |                |                |                |                |       |       |
|  | 6          | Роджер Федерер     | Роджер Федерер     | Роджер Федерер     | Роджер Федерер     | Роджер Федерер     | Роджер Федерер     | Роджер Федерер     | 5          | 3          |   |                |                |                |                |                |                |                |                |                |       |       |
|  |            |                    |                    |                    |                    |                    |                    |                    |            |            | 1 | Рафаэль Надаль | Рафаэль Надаль | Рафаэль Надаль | Рафаэль Надаль | Рафаэль Надаль | Рафаэль Надаль | Рафаэль Надаль | 3              | 4              |       |       |
|  |            |                    |                    |                    |                    |                    |                    |                    |            |            | 1 | Рафаэль Надаль | Рафаэль Надаль | Рафаэль Надаль | Рафаэль Надаль | Рафаэль Надаль | Рафаэль Надаль | Рафаэль Надаль | 3              | 4              |       |       |
|  |            |                    |                    |                    |                    |                    |                    |                    |            |            |   |                | 2              | Новак Джокович | Новак Джокович | Новак Джокович | Новак Джокович | Новак Джокович | Новак Джокович | Новак Джокович | 6     | 6     |
|  | 2          | Новак Джокович     | Новак Джокович     | Новак Джокович     | Новак Джокович     | Новак Джокович     | Новак Джокович     | Новак Джокович     | 6          | 6          |   |                | 2              | Новак Джокович | Новак Джокович | Новак Джокович | Новак Джокович | Новак Джокович | Новак Джокович | Новак Джокович | 6     | 6     |
|  | 2          | Новак Джокович     | Новак Джокович     | Новак Джокович     | Новак Джокович     | Новак Джокович     | Новак Джокович     | Новак Джокович     | 6          | 6          |   |                |                |                |                |                |                |                |                |                |       |       |
|  | 7          | Станислас Вавринка | Станислас Вавринка | Станислас Вавринка | Станислас Вавринка | Станислас Вавринка | Станислас Вавринка | Станислас Вавринка | 3          | 3          |   |                |                |                |                |                |                |                |                |                |       |       |
|  | 7          | Станислас Вавринка | Станислас Вавринка | Станислас Вавринка | Станислас Вавринка | Станислас Вавринка | Станислас Вавринка | Станислас Вавринка | 3          | 3          |   |                |                |                |                |                |                |                |                |                |       |       |
|  |            |                    |                    |                    |                    |                    |                    |                    |            |            |   |                |                |                |                |                |                |                |                |                |       |       |

### Групповой раунд
Золотистым выделены игроки, занявшие первые два места в своих группах.

#### Группа А
| Посев | Теннисист          | Надаль        | Феррер     | Бердых         | Вавринка       | Матчи | Сеты | Геймы | Место |
| ----- | ------------------ | ------------- | ---------- | -------------- | -------------- | ----- | ---- | ----- | ----- |
| 1     | Рафаэль Надаль     |               | 6-3, 6-2   | 6-4, 1-6, 6-3  | 7-65, 7-66     | 3-0   | 6-1  | 39-30 | 1     |
| 3     | Давид Феррер       | 3-6, 2-6      |            | 4-6, 4-6       | 7-63, 4-6,     | 0-3   | 1-6  | 25-42 | 4     |
| 5     | Томаш Бердых       | 4-6, 6-1, 3-6 | 6-4, 6-4   |                | 3-6, 7-60, 3-6 | 1-2   | 4-4  | 38-39 | 3     |
| 7     | Станислас Вавринка | 65−7, 66−7    | 63−7, 6-4, | 6-3, 60−7, 6-3 |                | 2-1   | 4-4  | 48-39 | 2     |

#### Группа Б
| Посев | Теннисист              | Джокович       | дель Потро     | Федерер        | Гаске          | Матчи | Сеты | Геймы | Место |
| ----- | ---------------------- | -------------- | -------------- | -------------- | -------------- | ----- | ---- | ----- | ----- |
| 2     | Новак Джокович         |                | 6-3, 3-6, 6-3  | 6-4, 62−7, 6-2 | 7-65, 4-6, 6-3 | 3-0   | 6-3  | 50-40 | 1     |
| 4     | Хуан Мартин дель Потро | 3-6, 6-3, 3-6  |                | 6-4, 62−7, 5-7 | 64−7, 6-3, 7-5 | 1-2   | 4-5  | 48-48 | 3     |
| 6     | Роджер Федерер         | 4-6, 7-62, 2-6 | 4-6, 7-62, 7-5 |                | 6-4, 6-3       | 2-1   | 5-3  | 43-42 | 2     |
| 8     | Ришар Гаске            | 65−7, 6-4, 3-6 | 7-64, 3-6, 5-7 | 4-6, 4-6       |                | 0-3   | 2-6  | 37-48 | 4     |